# Ітера
Ітера — міжнародний холдинг, який об'єднує 130 компаній, що діють в Росії, країнах СНД, Європи і Америки. Належить російській державній нафтовидобувній компанії «Роснафта».

## Історія
Спочатку компанія «Ітера» була створена для постачання до Туркменістану продуктів харчування, промислових виробів, нафти і нафтопродуктів. Зараз «Ітера» — велика приватна компанія, яка працює з природним газом: видобуток, переробка і, головним чином, торгівля газом становить 80 % її діяльності. Станом на 04.2001 р. 60.99 % акцій МГК «Ітера» акумульовані двома фондами, керованими трастовою компанією; 26.01 % акцій знаходяться в трастовому управлінні президента компанії І.Макарова, 13 % — у власності шести фундаторів компанії — громадян США і Швейцарії, що є відповідальними співробітниками «Ітери». Робота на ринках природного газу Росії, країн СНД і Балтії стала пріоритетним напрямом бізнесу «Ітери» з 1994 р.

## Характеристика
Постачання природного газу російського і середньоазійського походження здійснюється в різні регіони Росії, в Вірменію, Білорусь, Грузію, Латвію, Литву, Молдавію, Україну і Естонію. У 2000 р. «Ітера» поставила в країни СНД майже 80 млрд м³ газу. Біля половини цього газу закуплено у адміністрації Ямало-Ненецького автономного округу, яка отримувала газ від РАТ «Газпром» в рахунок сплати податків. Велика частина його продавалася Україні, Білорусі і країнам Балтії. У Туркменістані «Ітера» в 2000 р. купила 16.3 млрд м³ газу, які були реалізований в Закавказзі і частково в Україні. Близько 18 млрд м³ група добула на родовищах Західного Сибіру. Газ для постачання на ринок СНД був закуплений також в Узбекистані і Казахстані.
У 1999 р. інвестиції «Ітери» в освоєння газових родовищ перевищили 200 млн дол. Загальна сума інвестицій, які будуть вкладені в розробку і облаштування газових промислів на російській Півночі до 2010 р., становитиме 1.5 млрд дол. Група планує до 2010 р. збільшити газовидобуток до 80 млрд м³ на рік.
У сферу інтересів групи стала входити і електроенергетика: «Ітера» будує електростанції в країнах Балтії і в Україні. Розглядаються також можливі варіанти участі її в енергетичних та інших проектах в Уругваї, США, Узбекистані. Ще один новий перспективний напрям, який буде освоюватися групою «Ітера» — газохімія.

## Діяльність
Серед основних активів компанії — 49 % ЗАТ «Пургаз» (Губкінське родовище, запаси — 399 млрд м³ газу) і 49 % ВАТ «Сибнафтогаз» (Берегове родовище, запаси — 325 млрд м³ газу, контрольний пакет «Сибнафтогаз» належить компанії «Новатек», 65 % найбільшого в Свердловській області газового трейдера — ЗАТ «Уралсевергаз».
Також «Ітері» належать Братське газове родовище в Іркутській області, крупний Малкінський кар'єр щебеню і піску в Ставропольському краї, в Свердловської області «Ітера» збирається будувати газохімічний комплекс.
«Ітера» має близько 150 представництв, філій та дочірні компаній в Росії, країнах СНД, Балтії, Європи і США. В Україні «Ітеру» пов'язують з ім'ям Юлії Тимошенко, яка, на думку директора українського Інституту енергетичних досліджень Костянтина Бородіна, лобіює інтереси компанії, що неодноразово призводило до ускладнення відносин між Україною і «Газпромом».